# 1890 en santé et médecine
| Années de la santé et de la médecine : 1887 - 1888 - 1889 - 1890 - 1891 - 1892 - 1893    |
| Décennies de la santé et de la médecine : 1860 - 1870 - 1880 - 1890 - 1900 - 1910 - 1920 |

Cet article présente les faits marquants de l'année 1890 en santé et médecine.

## Événements
- 28 mars : Plus de soixante médecins britanniques de premier plan se sont réunis dans un théâtre chirurgical à Leeds pour observer le Dr John Milne Bramwell (en) opérer sept patients hypnotisés[1].
- 6 mai : incendie de l'asile Saint-Jean-de-Dieu à Montréal au Canada. Environ 104 personnes perdent la vie[2]. Edmond-Joseph Bourque (1843-1921) en est le médecin chef.
- 4 août[3] : lors du dixième congrès médical international de Berlin, le médecin et microbiologiste allemand Robert Koch prétend avoir découvert un médicament contre la tuberculose : la tuberculine[4].

- Le médecin allemand Von Behring, après que le japonais Shibasaburo Kitasato ait isolé le bacille du tétanos (1889), développe un vaccin contre le tétanos et la diphtérie. Il introduit les concepts d’immunisation passive et d’antitoxine[5].
- Le médecin britannique George Redmayne Murray parvient à traiter le myxœdème à l'aide d'injections d'extrait thyroïdien de mouton[6].
- Première description de la malformation d'Arnold-Chiari[7].

## Publications
- Julius Ludwig August Koch (en) : Die psychopathischen Minderwertigkeiten (« Les infériorités psychopathiques »), Ravensbourg, en trois volumes (1891-1893), premier ouvrage d'ensemble sur les troubles de la personnalité. Il introduit le concept de psychopathologie.
- Arnold Pick : Über primäre chronische Demenz (so. Dementia praecox) im jugendlichen Alter. Prager medicinische Wochenschrift, 1891. Le neurologue praguois introduit le terme de démence précoce.

## Naissances
- 10 mars : Ferdinand Piéchaud (mort en 1958)[8], médecin et professeur français s'étant illustré dans la lutte contre la tuberculose.
- 24 juin : Jules Freund (mort en 1960)[9]., immunologiste hongrois.

## Décès
- 11 février : Charles Ozanam (né en 1824)[10],  médecin et militant catholique français.
- 11 avril : Joseph Merrick, dit "elephant man" (né en 1862)[11].
- 3 août : Henry Toussaint (né en 1847)[12], médecin et vétérinaire français.
- 30 août : Jules Gavarret (né en 1809)[13], médecin français.
- 25 octobre : Robert McCormick (né en 1800)[14], chirurgien, explorateur et naturaliste anglais de la Royal Navy.
- 31 décembre : Jules Baillarger (né en 1809)[15], médecin aliéniste français.